# 福利尼奧主教座堂

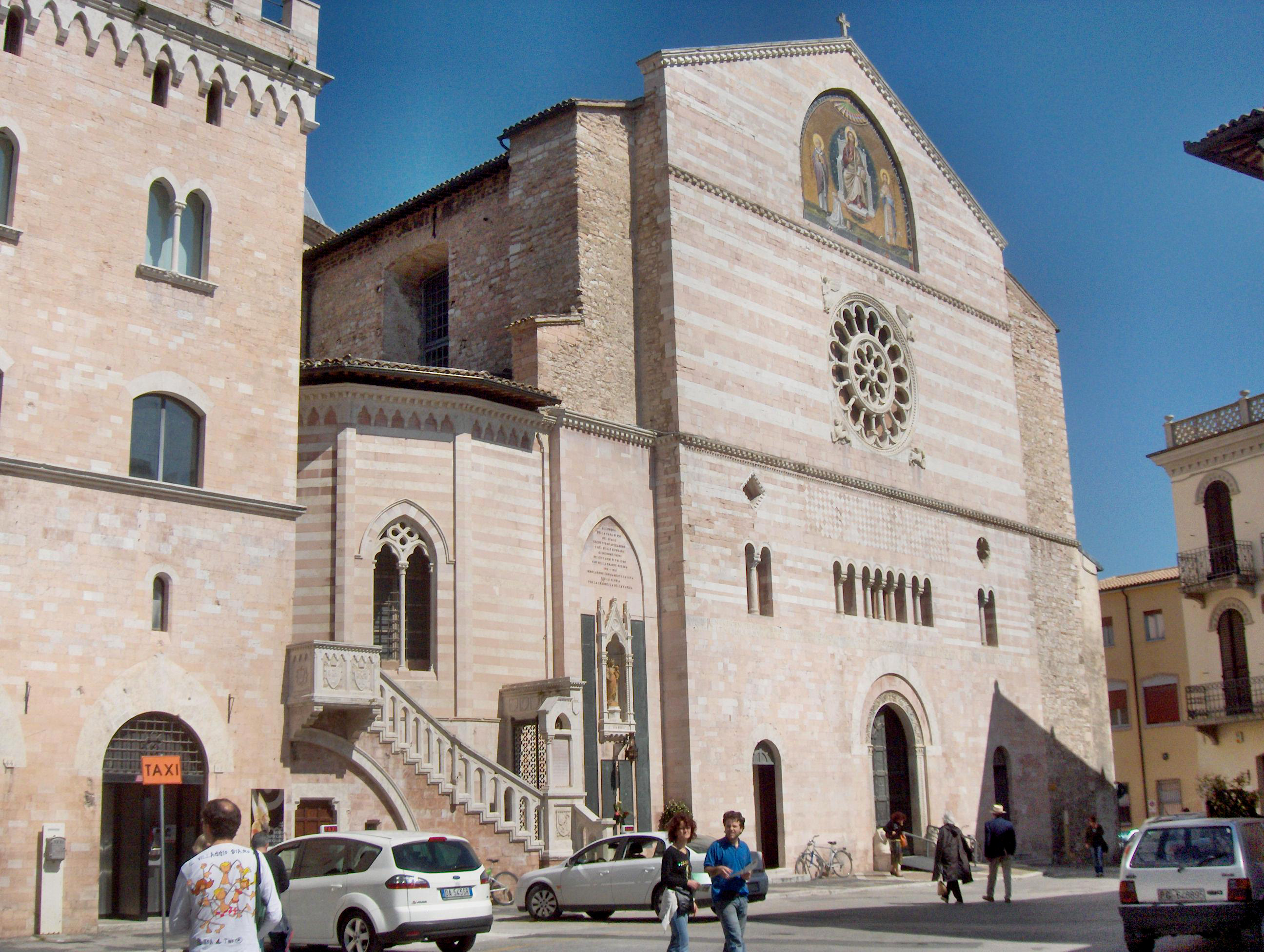
主立面

福利尼奧主教座堂 (義大利語：Basilica Cattedrale di San Feliciano; Duomo di Foligno) 是天主教福利尼奧教区的主教座堂，位于意大利中部城市福利尼奧，西面的主立面面向大广场（Piazza Grande），次立面面向共和国广场（Piazza della Repubblica）

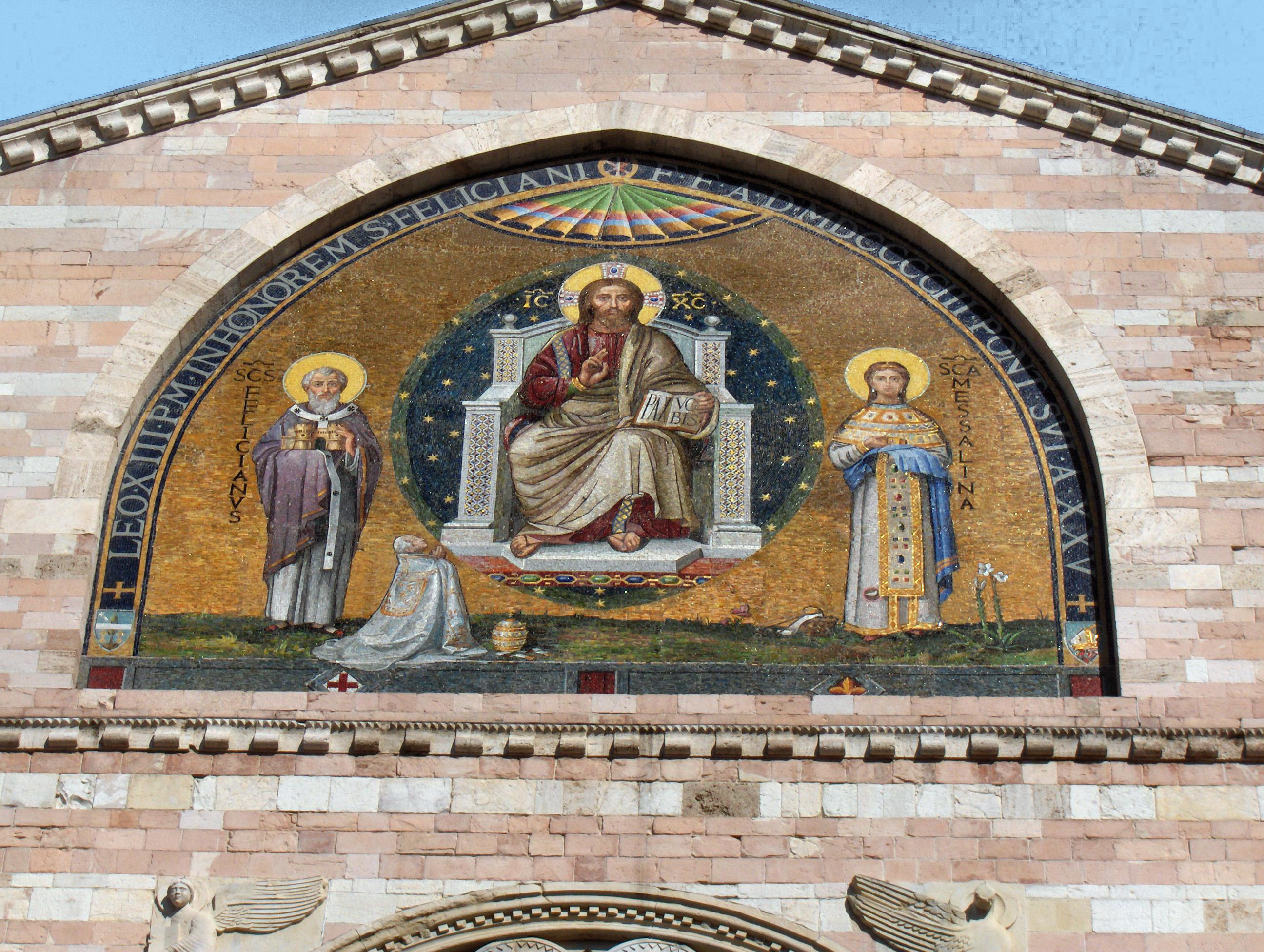
立面顶部

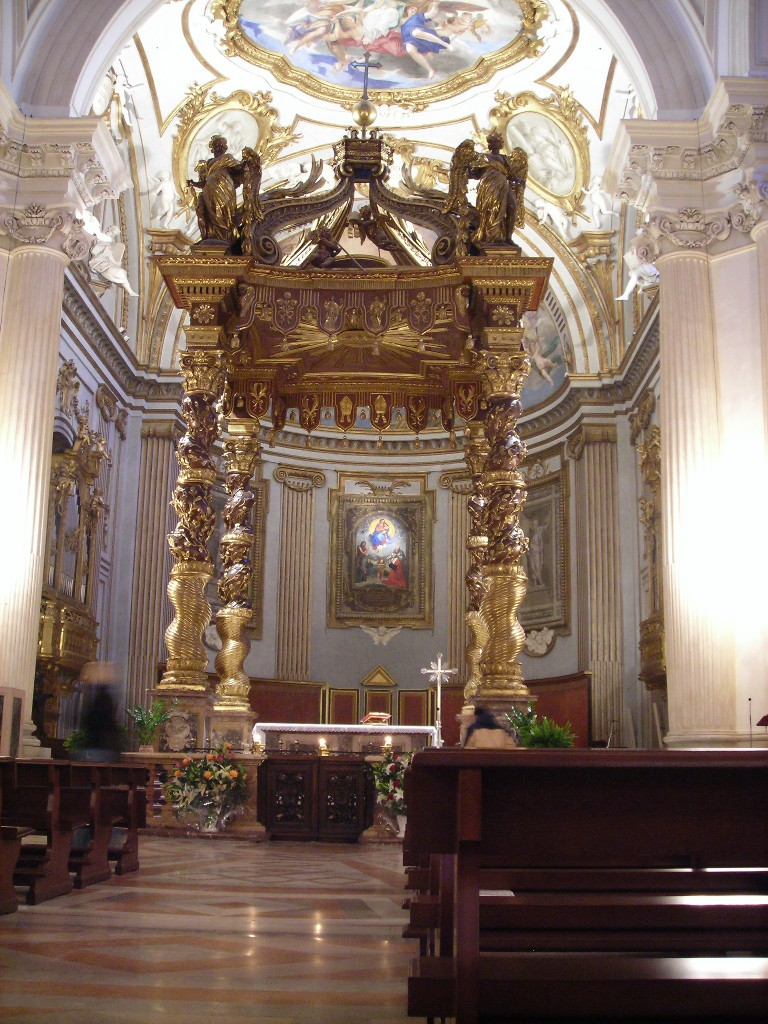
祭台

。该堂供奉该市的主保圣人Feliciano。
该堂建于1133-1201年，罗曼式风格。

## Footnotes
1. ↑  .   [2008-06-16]. （原始内容存档于2012-02-13）.
2. ↑  .   [2008-06-16]. （原始内容存档于2007-10-20）.

- Valle Umbria: history, art, culture and tradition, nd: booklet by the Servizio turistico associato, Foligno
- Key to Umbria : the Cathedral of Foligno

- （页面存档备份，存于）

42°57′23″N 12°42′12″E / 42.95639°N 12.70333°E